# Glyphodes bocchorialis
Glyphodes bocchorialis là một loài bướm đêm trong họ Crambidae.